# 可縮放矢量地圖
可縮放之矢量地圖（英文︰Scalable Vectorized Map）顧名思義是可縮放向量圖形的地圖，有二維及三維，可以制作精细，亦可從簡，现在的瀏覽器大多能使用。

## 工具
列出现今已知的數个制圖軟體
- CorelDraw （页面存档备份，存于）
- Macromedia Freehand （页面存档备份，存于）
- Adobe   Illustrator（页面存档备份，存于）
- Inkscape（页面存档备份，存于） （免費）
- Sodipodi （免費）
- Xara Xtreme （開源）